# Пентасульфид тетрамышьяка
Пентасульфид тетрамышьяка — бинарное неорганическое соединение
мышьяка и серы с формулой As4S5,
кристаллы.

## Получение
- В природе встречается минерал узонит — As4S5 с примесями [1].

- Сплавление стехиометрических количеств чистых веществ:

{\displaystyle {\mathsf {4As+5S\ {\xrightarrow {310^{o}C}}\ As_{4}S_{5}}}}

## Физические свойства
Пентасульфид тетрамышьяка образует кристаллы 
моноклинной сингонии,
пространственная группа P 21/m,
параметры ячейки a = 0,708 нм, b = 0,810 нм, c = 0,714 нм, β = 101,0°, Z = 2.
Не растворяется в воде.